# Drapeau de la Virginie-Occidentale
 (juin 2023).
Si vous disposez d'ouvrages ou d'articles de référence ou si vous connaissez des sites web de qualité traitant du thème abordé ici, merci de compléter l'article en donnant les références utiles à sa vérifiabilité et en les liant à la section « Notes et références ».
Le drapeau de la Virginie-Occidentale est le drapeau officiel de l'État américain de Virginie-Occidentale. 

## Description
Il se compose des armoiries d'État sur fond blanc bordé par une bordure bleu marine. Les armoiries se composent principalement du sceau de l'État figurant au centre du drapeau. Les armories symbolisent les principales activités et ressources de la Virginie-Occidentale. 
De l'autre côté du sceau de l'État porte le nom de l'État et sa devise Montani semper liberi (du latin : Les montagnards sont toujours libres). Un fermier debout sur la gauche et un mineur à droite de la roche où est inscrite la date de d'admission de l'État au sein de l’Union le 20 juin 1863. Devant le rocher, on peut voir deux fusils entrecroisés surmontés d'un bonnet phrygien pour montrer l'importance de l'État dans la lutte pour la liberté. Sur le côté gauche il y a un fermier avec une hache et une charrue avant une moisson. De l'autre côté il y a un mineur avec une pioche et derrière lui un marteau et une enclume. Le tout couronné par du rhododendron la fleur de l'État. 
La couleur blanche représente la pureté, le bleu marine les États-Unis d'Amérique. 

## Histoire

Drapeau de la Virginie occidentale de 1905 à 1907
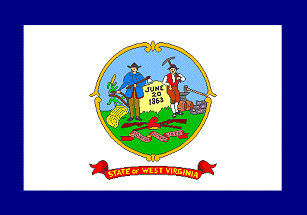
Drapeau de la Virginie occidentale de 1907 à 1929

L'actuel drapeau est adopté par la législature de la Virginie-Occidentale le 7 mars 1929.    